# 150-es évek
Évszázadok: 1. század – 2. század – 3. század
Évtizedek: 100-as évek – 110-es évek – 120-as évek – 130-as évek – 140-es évek – 150-es évek – 160-as évek – 170-es évek – 180-as évek – 190-es évek – 200-as évek
Évek: 150 151 152 153 154 155 156 157 158 159

## Híres személyek
- Antoninus Pius római császár (138–161)
- Anicét pápa (155-166?)